# Blind Blake
Blind Blake, pseudonimo di Arthur Blake (Newport News, 1896 – Milwaukee, 1º dicembre 1934), è stato un cantante e chitarrista statunitense.
È spesso citato come "Il re della chitarra ragtime".
Tra la fine degli anni venti e gli inizi degli anni trenta, Blind Blake registrò all'incirca 80 canzoni per la Paramount Records. È stato uno dei più affermati chitarristi del suo genere, con una sorprendente varietà di materiale. Il suo complesso e intricato stile di fingerpicking ha ispirato il reverendo Gary Davis, Jorma Kaukonen, Ry Cooder, Ralph McTell e molti altri artisti.
È conosciuto per il suono unico della chitarra che è comparabile allo stile del piano ragtime.

## Biografia
Della sua vita privata è conosciuto molto poco. La Paramount Records cita Jacksonville (Florida) come sua città natale, ma in realtà sembra sia nato a Newport News (Virginia). Niente è confermato per quanto riguarda le circostanze della sua morte e ci sono ancora dubbi sul suo vero nome: durante alcune sessioni di registrazione gli venne chiesto il suo nome e lui rispose che si chiamava Blind Arthur Blake, ma ci sono ancora delle supposizioni riguardo al fatto che in realtà si chiamasse Arthur Phelps.
Le prime registrazioni risalgono al 1926 e le vendite andarono piuttosto bene. Il suo primo disco solista fu "Early Morning Blues" con "West Coast Blues" come B-side. Entrambi i brani sono considerati come eccellenti esempi del suo stile. Blake eseguì la sua ultima registrazione nel 1932, anno nel quale la sua carrierà terminò a causa della chiusura per fallimento della Paramount.
Viene spesso affermato che nell'ultimo periodo la sua musica si era "indebolita" e che inoltre Blake bevesse troppo. Secondo alcune congetture fu quest'ultimo fatto a portarlo alla morte a soli quarant'anni; in un'intervista, il reverendo Gary Davis affermò, per sentito dire, invece che Blake venne ucciso in un incidente stradale.

## Riferimenti in libri
Blind Blake è un punto chiave del best seller di Lee Child Zona pericolosa, ove il protagonista Jack Reacher si reca nella cittadina di Margrave ed indaga sulle circostanze incerte della morte del chitarrista.